# Nilotische volkeren
De Nilotische volkeren zijn inheemse volkeren uit Zuid-Soedan en Oost-Afrika die Nilotische talen spreken. Ze leven in Zuid-Soedan en de Gambela-regio in Ethiopië, terwijl ze ook een grote minderheid vormen in Kenia, Oeganda, het noordoostelijke grensgebied van de Democratische Republiek Congo en Tanzania. De Nilotische volkeren bestaan uit de Dinka, de Nuer, de Shilluk, de Luo, de Alur, de Anuak, de Ateker, de Kalenjin en de Karamojong, de Wachagga, de Ngasa, de Datooga, de Samburu en de Maa-sprekende volkeren zoals de Masai.
De Niloten vormen de meerderheid van de bevolking van Zuid-Soedan, maar vormen een aanzienlijke minderheid in de landen Oeganda, Tanzania en Kenia. Zuid-Soedan is het gebied waarvan men aanneemt dat het hun oorspronkelijke verspreidingspunt is, aangezien zij de op één na grootste bevolkingsgroep vormen die de regio van de Grote Meren in Afrika bewoont, rond de Grote Slenk. Ze vormen ook een aanzienlijk deel van de bevolking van het noordoosten van de Democratische Republiek Congo. Er wordt aangenomen dat het aantal Nilotische mensen in de 21e eeuw 50 miljoen bedroeg.
De Nilotische volkeren hangt voornamelijk het christendom en traditionele overtuigingen aan. Een kleine minderheid van de Niloten beoefent de islamitische godsdienst.

## Naam
De term "Nilotisch" werd voorheen gebruikt als raciale subclassificatie, gebaseerd op antropologische observaties van de veronderstelde lichaamsmorfologie van veel Nilotische sprekers. Sociale wetenschappers uit de twintigste eeuw lieten dergelijke pogingen om volkeren te classificeren op basis van fysieke kenmerken grotendeels varen. In plaats daarvan gebruikten ze taalkundige studies om onderscheid te maken tussen volkeren. Ze vormden etniciteiten en culturen gebaseerd op een gedeelde taal. Sinds het einde van de 20e eeuw maken sociale en natuurkundige wetenschappers echter toenemend gebruik van gegevens uit de populatiegenetica.  
Tegenwoordig wordt de term Nilotisch vooral gebruikt om de verschillende volkeren aan te duiden die talen spreken in dezelfde Nilotische taalfamilie. Etymologisch gezien is de term afgeleid van de Nijlvallei, specifiek de Boven-Nijl en haar zijrivieren, waar de meeste Oost-Soedanese talen-sprekende mensen wonen. 

## Etnische en taalkundige verschillen

### Talen

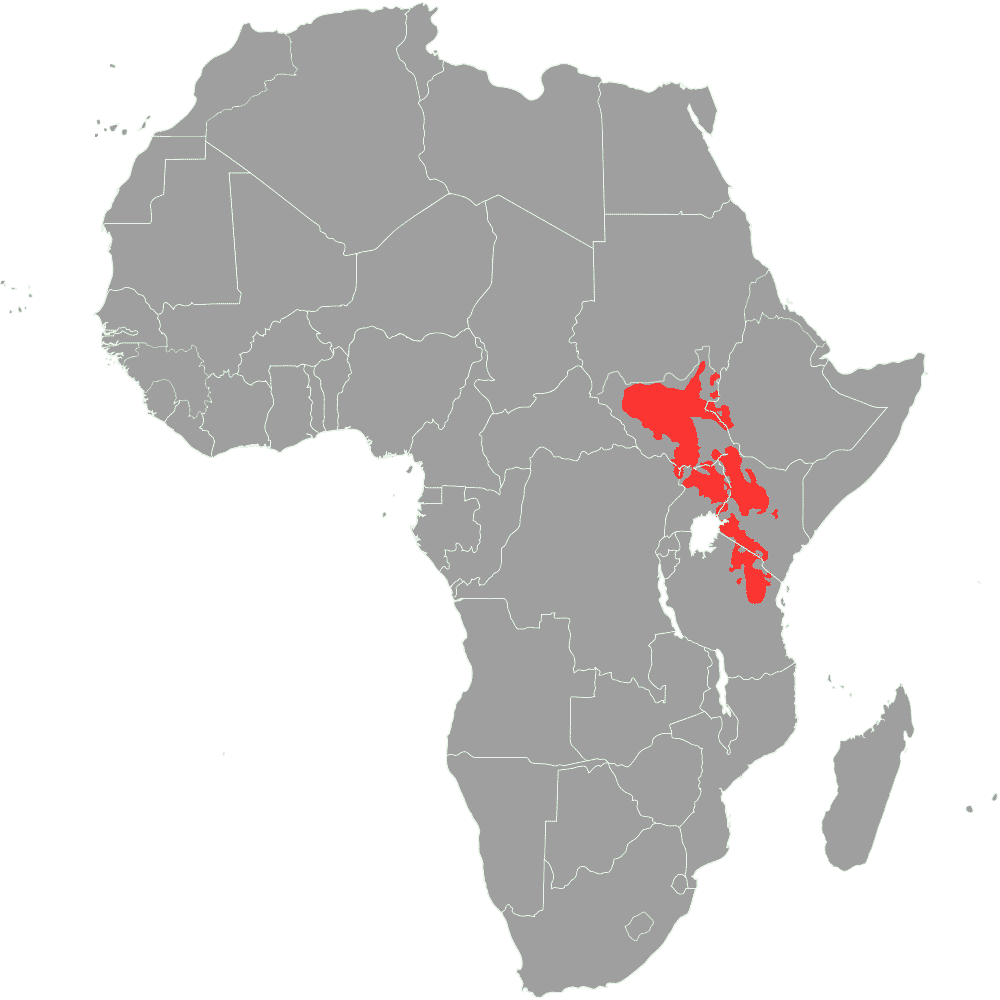
gebieden waar Nilotische talen worden gesproken

Taalkundig worden de Nilotische volkeren verdeeld in drie subgroepen:
- Oostelijk Nilotisch – gesproken door bevolkingsgroepen in zuidwestelijk Ethiopië, oostelijk Zuid-Soedan, noordoostelijk Oeganda, westelijk Kenia en noordelijk Tanzania. Het omvat talen als Turkana en Masai.
  - Bari-Kuku-Kakwa-Pojulu-Mundari-Nyangwara-Nyepo en anderen
  - Teso – Lotuko – Maa
- Zuidelijk Nilotisch – gesproken door Nilotische populaties in westelijk Kenia, noordelijk Tanzania en oostelijk Oeganda.Het omvat Kalenjin en Datog.
  - Kalenjin
  - Omotik - Datog
- Westelijk Nilotisch – gesproken door Nilotische bevolkingsgroepen in Zuid-Soedan, Soedan, noordoostelijk Congo-Kinshasa, noordelijk Oeganda, zuidwestelijk Kenia, noordelijk Tanzania en zuidwestelijk Ethiopië. Het omvat de Dinka-Nuer-talen, Luo-talen en de Burun-talen.
  - Dinka-Nuer-Awot
  - Luo-talen
  - Burun-talen

### Etnische groepen

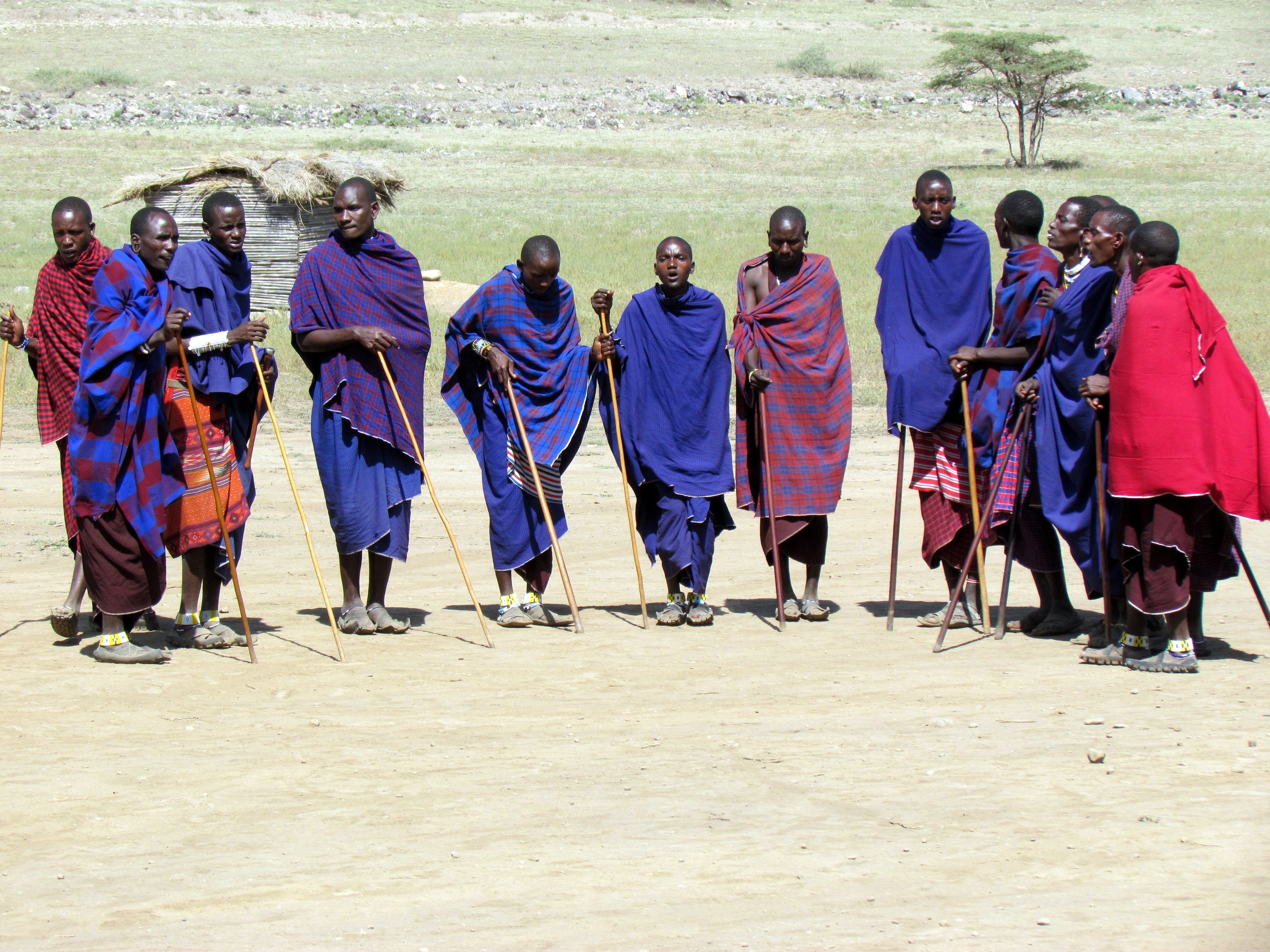
Masai-mannen in Ngorongoro, Tanzania

De Nilotische volkeren vormen het grootste deel van de bevolking van Zuid-Soedan. Het grootste Soedanese Nilotische volk zijn de Dinka, die zo'n 25 etnische onderverdelingen kennen. De op één na grootste groep zijn de Nuer, gevolgd door de Shilluk. 
Tot de Nilotische bevolkingsgroepen in Oeganda behoren de Luo-volkeren (Acholi, Alur, Adhola), de Ateker-volkeren (Iteso, Kumam, Karamojong, het Lango-volk dat ondanks het feit dat ze een mengeling van Luo-woorden spreken een Ateker-oorsprong heeft, Sebei en Kakwa.
In Oost-Afrika worden de Niloten vaak onderverdeeld in drie groepen:
- Vlakte-Niloten - spreken Maa-talen en omvatten de Masai, Samburu en Turkana-volkeren
- Rivier-Niloten - omvat de Joluo (Keniaanse Luo), die deel uitmaken van de grotere Luo-groep
- Hoogland-Niloten - onderverdeeld in de Kalenjin en de Datog.
  - Kalenjin: Elgeyo, Kipsigis, Marakwet, Nandi, Pokot, Sabaot, Lembus, Terik en Tugen (Keiyo)
  - Datog: voornamelijk vertegenwoordigd door de Barabaig en kleine clusters van andere Datog-sprekers

## Geschiedenis

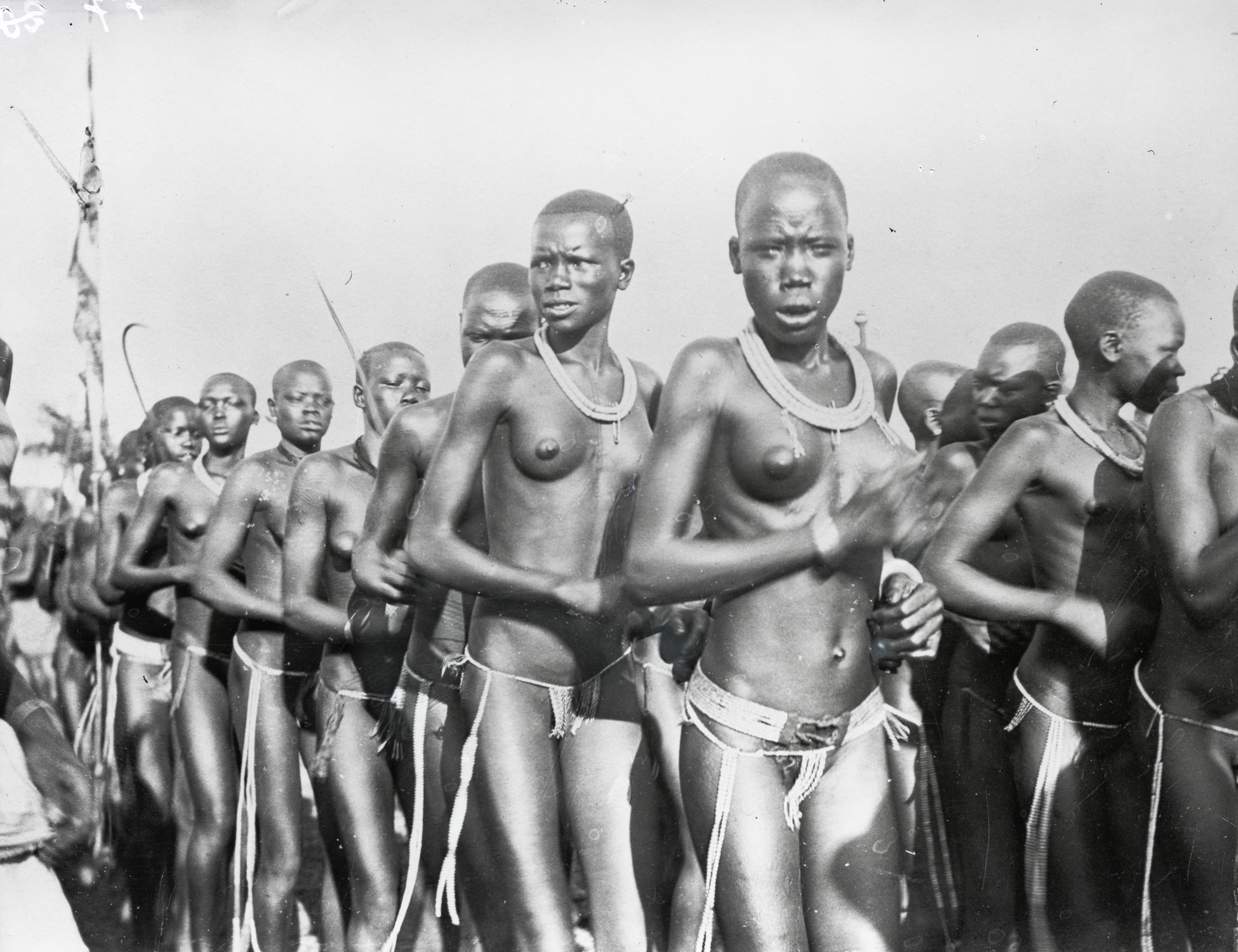
Nuer-vrouwen in Soedan in hun toen nog traditionele naaktheid rond 1930

### Oorsprong
Taalkundige studies tonen aan dat de voorouders van de Nilotische volkeren noordelijker woonden dan hun huidige leefgebied. Archeologisch bewijsmateriaal van vindplaatsen aan de Gele Nijl alias Wadi Howar toont de aanwezigheid van groepen die waarschijnlijk de voorouders zijn van zowel de moderne Nilotische sprekers als de Oost-Soedanese sprekers in het algemeen.  
De archeologische vondsten in Wadi Howar laten aanzienlijk bewijs zien van culturele continuïteit en interactie met oude Nubische culturen, met name via de associatie met de visgraatcultuur. Naarmate de droogte in het 4e millennium v.Chr. toenam, groeide het belang van rundvee in het economische en sociale leven van de regio. Dit leidde tot de opkomst van specifieke culturele gebruiken, waaronder de adoptie van aardewerkstijlen die gekenmerkt worden door ingekerfde visgraatpatronen. Deze patronen duiden op een sterk contact met de A-Groep en pre-Kerma-culturen langs de Nubische Nijlvallei. Deze interactie suggereert dat gemeenschappen in de Beneden-Wadi Howar actief betrokken waren bij handelsnetwerken en vee en hulpbronnen uitwisselden met deze gevestigde culturen. Op die manier integreerden ze in het bredere economische en culturele landschap van het oude Nubië. Het bewijs van veebegrafenissen en de aardewerkstijlen weerspiegelen een synthese van lokale tradities en invloeden van naburige culturen. Ze benadrukken de dynamische relaties die bestonden tijdens deze periode van transformatie en handel.
Er wordt aangenomen dat er in het 3e millennium v.Chr. een proto-Nilotische eenheid ontstond, los van een eerdere ongedifferentieerde eenheid in Oost-Soedan. De ontwikkeling van de proto-Niloten als groep zou verband kunnen houden met hun domesticatie van rundvee. De eenheid van Oost-Soedanese volkeren moet nog veel eerder hebben plaatsgevonden, mogelijk rond het 5e millennium v.Chr. De oorspronkelijke verblijfplaats van de vroege Nilotische sprekers lag vermoedelijk ten westen van de Nijl, in het huidige Zuid-Soedan. De Proto-Niloten van het 3e millennium v.Chr. waren herders, terwijl hun buren, de proto-Centraal-Soedanese volkeren, voornamelijk landbouwers waren.
De Nilotische volkeren beoefende een gemengde economie van veeteelt, visserij en zaadteelt. Enkele van de vroegste archeologische vondsten die zijn vastgelegd die een soortgelijke cultuur uit dezelfde regio beschrijven, zijn gevonden in Kadero, 48 km ten noorden van Khartoem in Soedan en dateren uit 3000 v.Chr. In Kadero zijn de overblijfselen van een veehouderscultuur te vinden en een begraafplaats met skeletresten van fenotypes uit Sub-Sahara Afrika. Het bevat ook bewijs van andere vormen van domesticatie van dieren, kunstwerkzaamheid, handel over lange afstanden, zaadteelt en visconsumptie.    
Uit genetische en taalkundige studies is gebleken dat de huidige Nubiërs in Noord-Soedan en Zuid-Egypte een gemengde groep vormen die begon als een bevolking die nauw verwant was aan de Nilotische bevolking. Deze populatie ontving een aanzienlijke genenstroom van populaties uit West-Azië en andere Oost-Afrikaanse populaties. De Nubiërs worden beschouwd als afstammelingen van de vroege bewoners van de Nijlvallei die later het koninkrijk Koesj vormden, waartoe ook Kerma en Meroë behoorden, en de middeleeuwse christelijke koninkrijken Makuria, Nobatia en Alodia. Uit deze onderzoeken blijkt dat er in de Nijlvallei tot aan Zuid-Egypte al in de oudheid volken woonden die nauw verwant waren aan de Niloten.

### Zuidelijke uitbreiding
Taalkundig bewijsmateriaal duidt op een eerste zuidwaartse expansie vanuit het oorsprongsgebied van de Niloten naar het verre zuiden van Soedan, beginnend in het 2e millennium v.Chr. De zuidelijke Nilotische gemeenschappen die aan deze expansie deelnamen, bereikten uiteindelijk westelijk Kenia tussen 1000 en 500 v.Chr. Hun aankomst vond plaats kort voor de introductie van ijzer in Oost-Afrika. 
De Nilotische expansie vanuit de centrale regio's van Soedan, zoals de Al-Jazirah, naar de rest van Zuid-Soedan lijkt te zijn begonnen tussen de 5e en 11e eeuw. Sommige van deze latere migraties vielen samen met de ineenstorting van de christelijke Nubische koninkrijken Makuria en Alodia en de penetratie van Arabische handelaren in centraal Soedan. Van de Arabieren hebben de Zuid-Soedanezen mogelijk nieuwe rassen bultloze runderen verkregen. Archeoloog Roland Oliver merkt op dat deze periode ook een ijzertijd laat zien die begon in het Nilotisch. Deze factoren kunnen verklaren hoe de Nilotische sprekers zich verspreidden en de regio gingen domineren.

### Shilluk

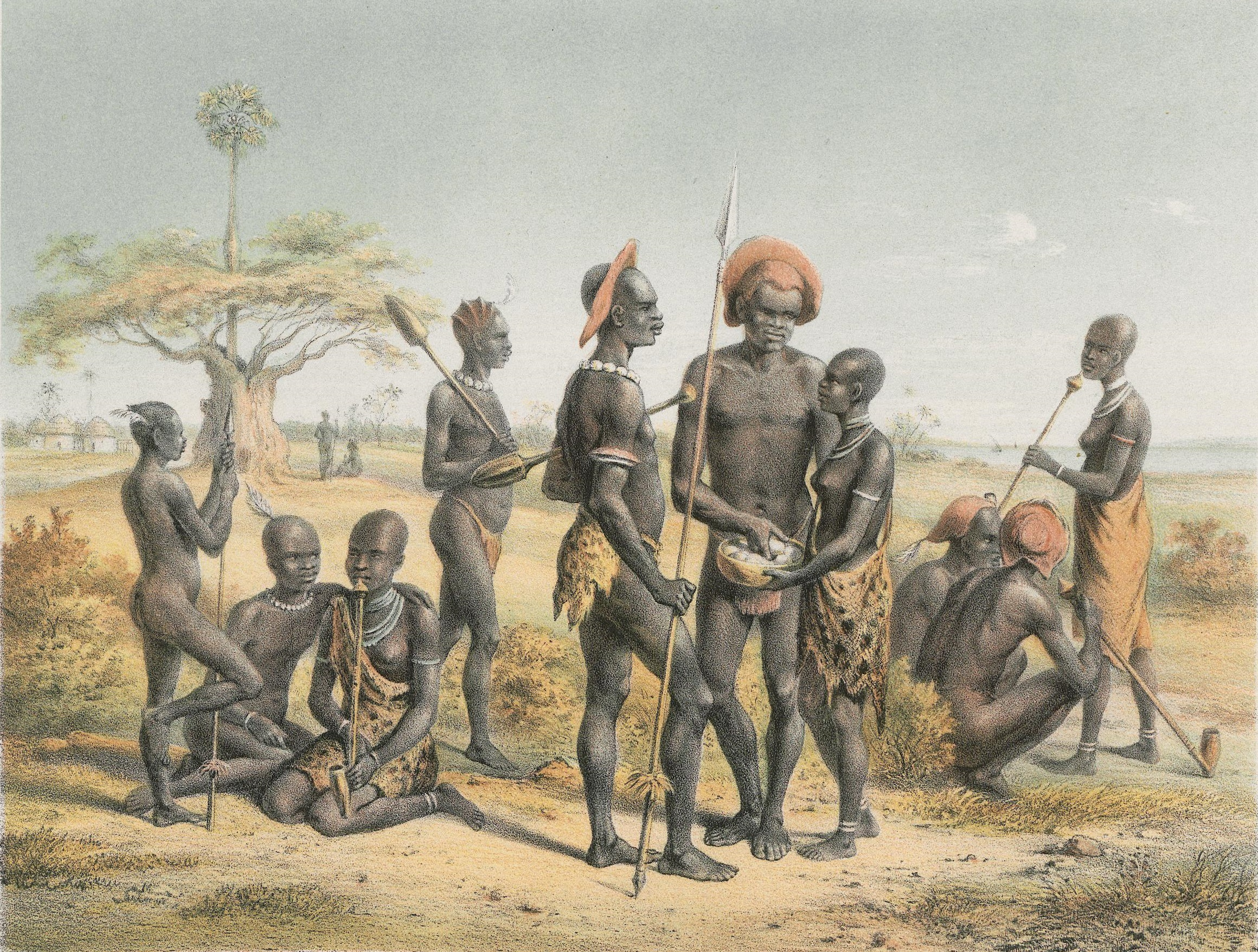
een groep Shilluk rond 1860

In de 16e eeuw was de machtigste groep onder de Nilotische sprekers de Shilluk, die zich oostwaarts verspreidden tot aan de oevers van de Witte Nijl onder het legendarische leiderschap van Nyikang, van wie wordt gezegd dat hij regeerde van ongeveer 1490 tot 1517. De Shilluk kregen de controle over de westoever van de rivier tot aan Kosti in Soedan. Daar vestigden ze een economie gebaseerd op veeteelt, graanteelt en visserij, met kleine dorpjes langs de rivier. De Shilluk ontwikkelden een intensief landbouwsysteem. De Shilluk-landen hadden in de 17e eeuw een bevolkingsdichtheid die vergelijkbaar was met die van de Egyptische Nijllanden. 
Eén theorie is dat de druk van Shilluk de Funj-bevolking naar het noorden dreef, die het Sultanaat Sennar zou stichten. De Dinka bleven in het Sudd-gebied en hielden hun transhumance-economie in stand. 
Terwijl de Dinka beschermd en geïsoleerd waren van hun buren, waren de Shilluk meer betrokken bij internationale aangelegenheden. De Shilluk beheersten de westoever van de Witte Nijl, maar de andere kant werd gecontroleerd door het sultanaat Funj, waarbij er regelmatig conflicten tussen de twee ontstonden. De Shilluk konden met oorlogskano's snel gebieden buiten de stad binnenvallen en beheersten het water van de Nijl. De Funj beschikten over een staand leger van gepantserde cavalerie, waarmee ze de vlakten van de Sahel konden domineren.
Volgens de overleveringen in Shilluk regeerde Rädh Odak Ocollo rond 1630 en leidde hij de stad in een drie decennia durende oorlog met Sennar om de controle over de handelsroutes van de Witte Nijl. De Shilluk sloten een bondgenootschap met het Sultanaat van Darfur en het koninkrijk Takali tegen de Funj, maar de capitulatie van Takali maakte een einde aan de oorlog in het voordeel van de Funj. In de latere 17e eeuw sloten de Shilluk en Funj een bondgenootschap tegen de Dinka, die aan de macht kwamen in het grensgebied tussen de Funj en Shilluk. 
De politieke structuur van Shilluk centraliseerde geleidelijk onder een koning of reth. De belangrijkste is Rädh Tugø (zoon van Rädh Dhøköödhø) die regeerde van circa 1690 tot 1710 en de hoofdstad van Shilluk, Fashoda, stichtte. In dezelfde periode vond er een geleidelijke ineenstorting plaats van het sultanaat Funj, waardoor de Shilluk volledige controle kregen over de Witte Nijl en de handelsroutes. De militaire macht van Shilluk was gebaseerd op de controle over de rivier. 

### Zuidelijke Nilotische nederzetting in Oost-Afrika

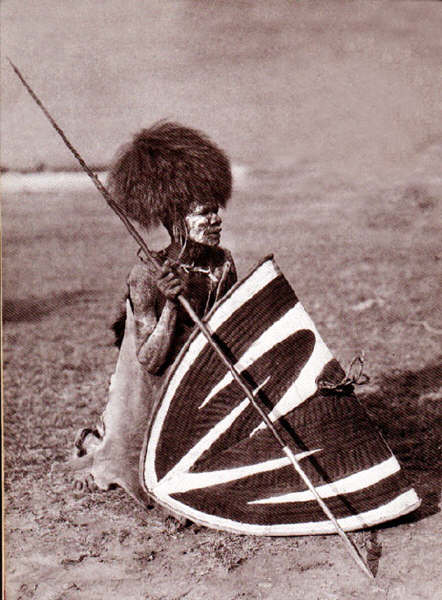
Luo-krijger in Kenia, ca. 1902

Vanaf het midden van de 19e eeuw raakten Europese antropologen, en later ook Keniaanse historici, geïnteresseerd in de oorsprong van de menselijke migratie vanuit verschillende delen van Afrika naar Oost-Afrika. Een van de meest opvallende, breed gedragen theorieën die uit deze studies naar voren komt, is die over de expansie van de Bantoe-volkeren. De belangrijkste studiemethoden zijn taalkunde, archeologie en mondelinge overleveringen.

#### Mondelinge tradities

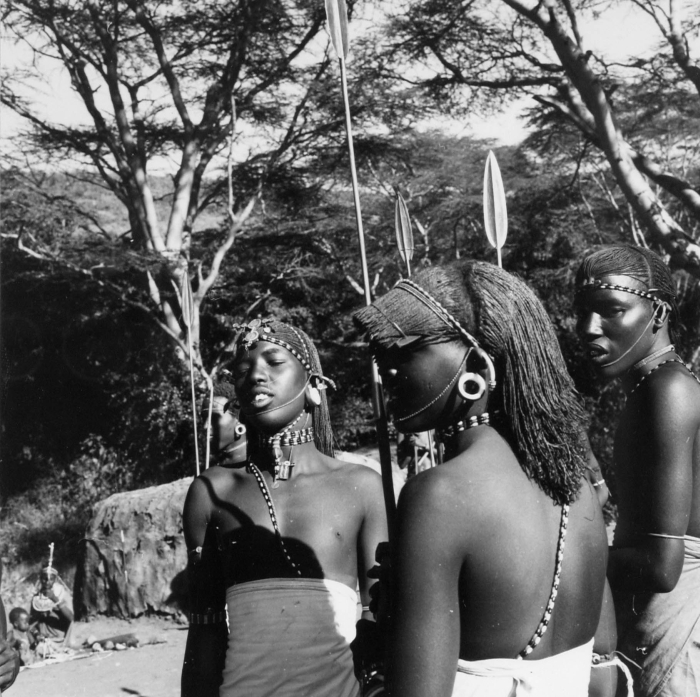
Samburu-krijgers, 1973

Het belang van het traceren van de geschiedenis van individuele clans om een idee te krijgen van de vorming van Kalenjin-groepen is aangetoond door wetenschappers zoals B.E. Kipkorir (1978). Hij betoogde dat de Tugen zich aanvankelijk in kleine clangroepen vestigden, op de vlucht voor oorlog, hongersnood en ziektes, en dat ze vanuit het westen, oosten en noorden arriveerden. Zelfs een deel van de Tugen beweert afkomstig te zijn van Mount Kenya. 
Het Nandi-verslag over de nederzetting van Nandi laat een soortgelijke manier van bewoning van het Nandi-gebied zien. De Kalenjin-clans die het Nandi-gebied binnentrokken en bezetten, en zo de Nandi-stam werden, kwamen uit een breed scala aan Kalenjin-sprekende gebieden. 
Om verschillende redenen vonden er langzame en generatieslange migraties van de Nilotische Luo-volkeren plaats van Zuid-Soedan naar Oeganda en West-Kenia, vanaf ten minste 1000 Chr., en bleef voortduren tot het begin van de 20e eeuw. Mondelinge geschiedenis en genealogisch bewijsmateriaal zijn gebruikt om een tijdlijn te bepalen van de uitbreiding van de Luo naar en binnen Kenia en Tanzania. Er zijn vier grote migratiegolven te onderscheiden naar de voormalige provincie Nyanza in Kenia, te beginnen met de mensen van Jok (Joka Jok), waarvan wordt geschat dat ze rond 1490-1517 zijn begonnen. 
De Joka Jok vormden de eerste en grootste migrantengolf naar noordelijk Nyanza. Deze migranten vestigden zich op een plaats genaamd Ramogi-heuvel en verspreidden zich vervolgens rondom het noorden van Nyanza. De mensen van Owiny' (Jok'Owiny) en de mensen van Omolo (Jok'Omolo) volgden kort daarna (1598-1625). 
Daarna volgde een gemengde groep bestaande uit de Suba, Sakwa, Asembo, Uyoma en Kano. De Suba waren oorspronkelijk Bantoe-sprekende mensen die zich aanpasten aan de Luo-cultuur. Ze vluchtten uit het koninkrijk Boeganda in Oeganda na de burgeroorlog die volgde op de moord op de 24e Kabaka van Boeganda halverwege de 18e eeuw en vestigden zich in Zuid-Nyanza, vooral op de eilanden Rusinga en Mfangano. De Luo-sprekers staken vanaf het begin van de 17e eeuw de Golf van Winam van het Victoriameer over van het noordelijke Nyanza naar het zuidelijke Nyanza. 

#### Postkoloniale tradities

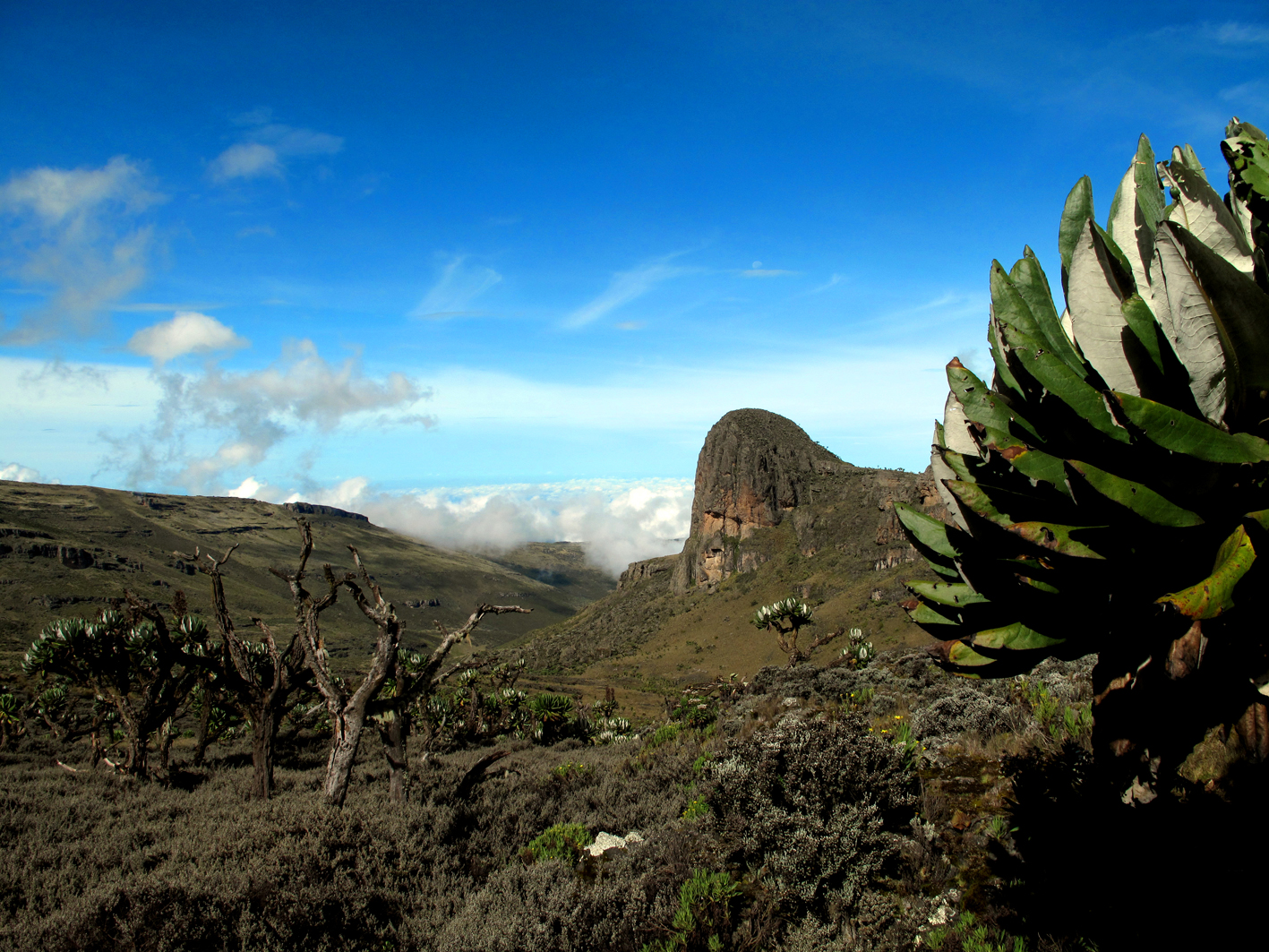
Mount Elgon, door de Kalenjin Tulwop Kony genoemd

Verschillende historische verhalen van de verschillende Kalenjin-substammen wijzen op Tulwetab/Tulwop Kony (Mount Elgon) als hun oorspronkelijke vestigingsplaats in Kenia. Dit oorsprongspunt komt in de meeste verhalen die na de koloniale periode zijn opgetekend, als centraal thema naar voren. Een van de bekendere verhalen luidt:
De Kalenjin komen oorspronkelijk uit een land in het noorden dat bekendstaat als Emet ab Burgei, wat 'warm land' betekent. Er wordt gezegd dat de mensen zuidwaarts reisden via de berg Elgon of Tulwet ab Kony in Kalenjin. De Sabaot vestigden zich rond de hellingen van de berg, terwijl de anderen verder trokken op zoek naar beter land. De Keiyo en Marakwet vestigden zich in de Kerio-vallei en de Cherangani-heuvels. De Pokot vestigden zich aan de noordkant van Mount Elgon en verspreidden zich later naar gebieden ten noorden van Lake Baringo. Bij het Baringomeer scheidden de Tugen zich af van de Nandi en de Kipsigis. Dit gebeurde tijdens een hongersnood die bekendstond als Kemeutab Reresik, wat hongersnood van de vleermuizen betekent. Er wordt gezegd dat tijdens de hongersnood een vleermuis groene grassprieten meebracht, wat werd gezien als een goed voorteken: hongersnood kon worden afgewend door naar groenere weiden te trekken. De Tugen verhuisden naar de Tugenheuvels en vestigden zich daar, terwijl de Kipsigi's en de Lembus Nandi naar het Rongai -gebied verhuisden. Er wordt gezegd dat de Kipsigi's en Nandi lange tijd als één groep hebben geleefd, maar dat ze uiteindelijk gedwongen werden om uit elkaar te gaan vanwege vijandige omgevingsfactoren. Enkele hiervan waren droogtes en invasies van de Maasai vanuit Uasin Gishu.— Chesaina, C (1991)
Geografische barrières beschermden de zuiderlingen tegen de opmars van de islam, waardoor ze hun sociale en culturele erfgoed en hun politieke en religieuze instellingen konden behouden. Het Dinka-volk voelde zich vooral veilig in de moerassen van de Sudd, waar ze beschermd waren tegen inmenging van buitenaf. Ook konden ze daar veilig blijven zonder dat ze over een groot leger hoefden te beschikken. De Shilluk, Azande en Bari hadden vaker conflicten met buurstaten. De Azande raakten vanwege hun uitstekende keuken ook bekend als de Niam Niam.

## Cultuur en religie

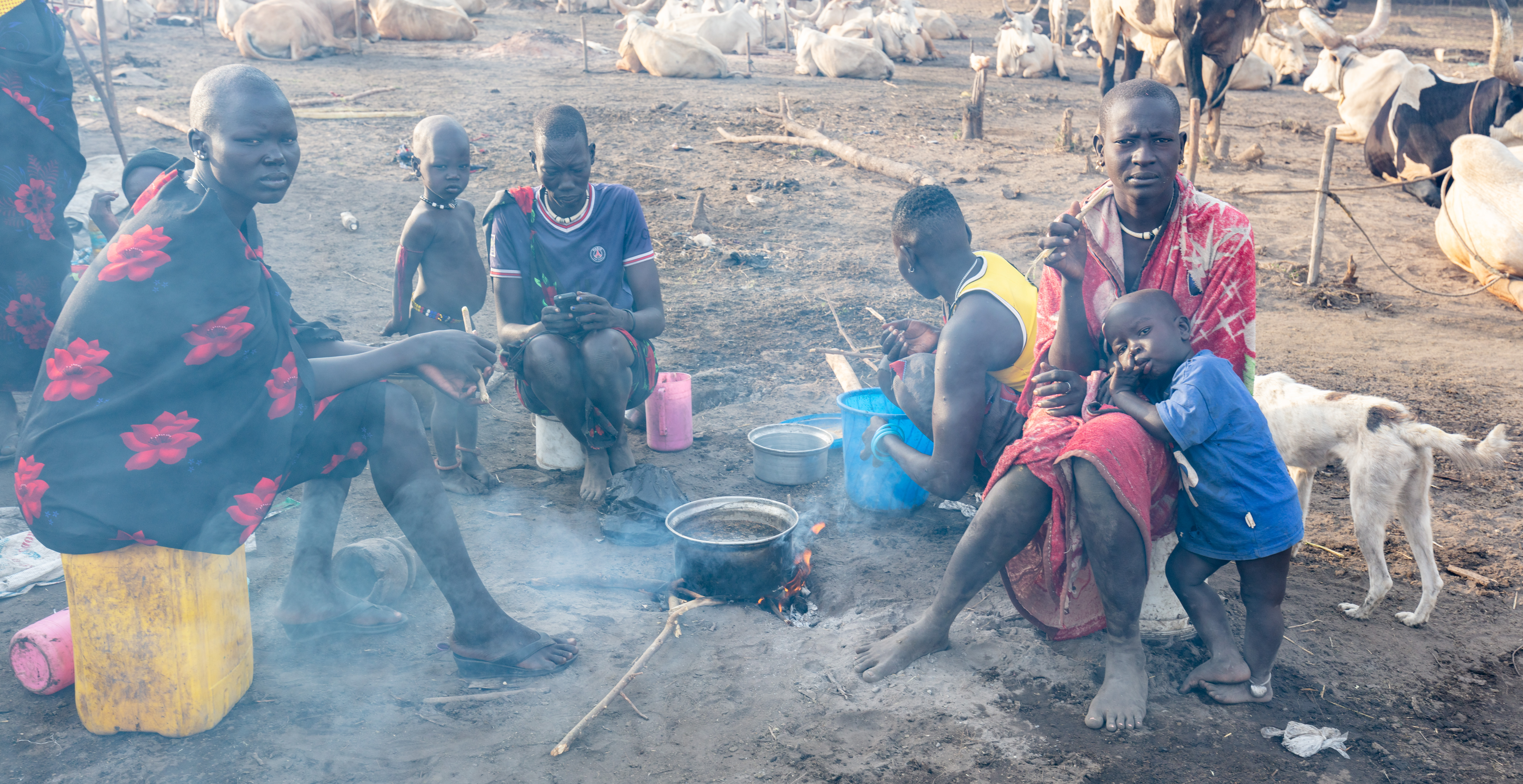
veekamp van de Mundari in Zuid-Soedan

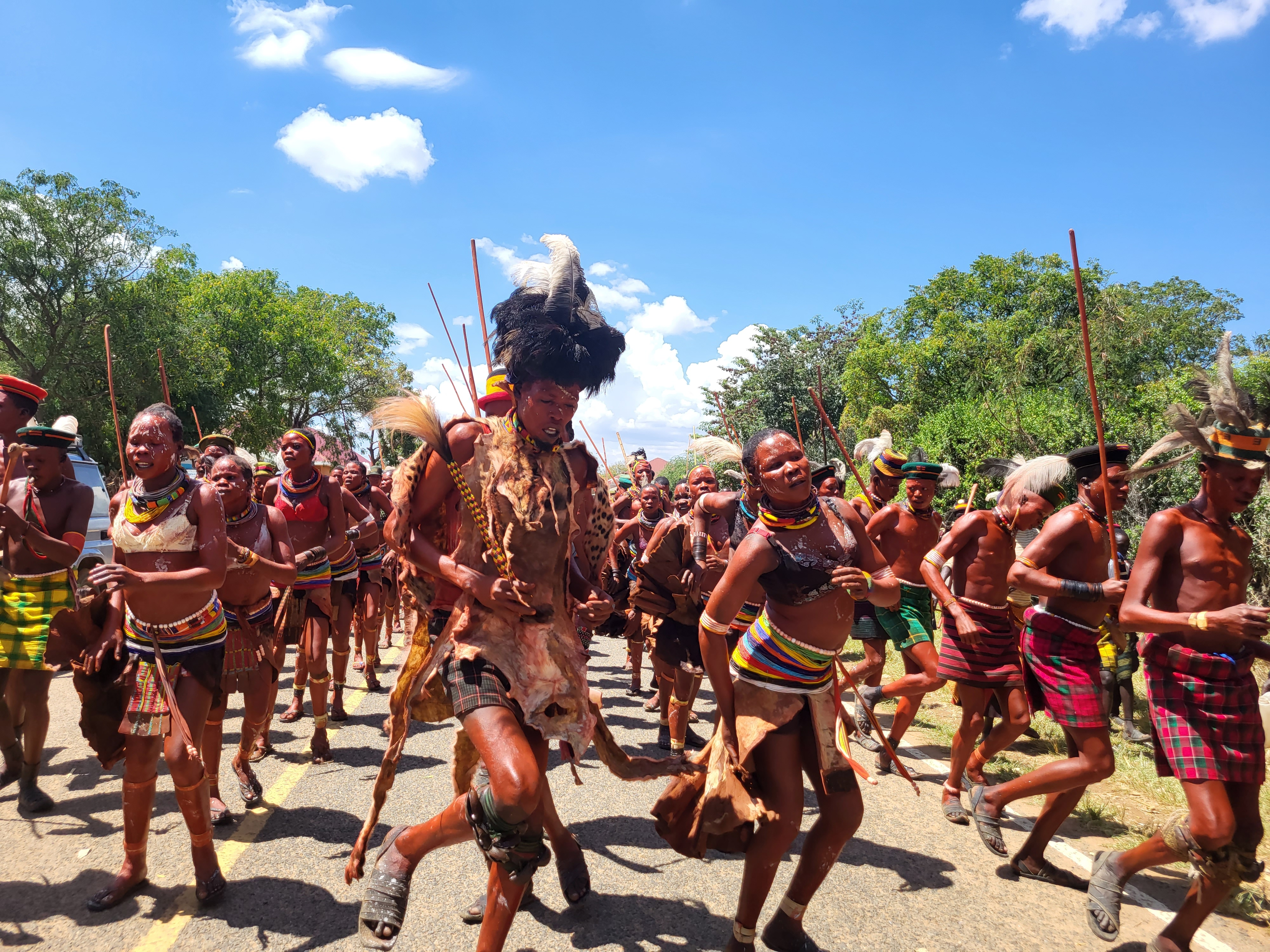
het jaarlijkse Karamojong-festival

De meeste Niloten zijn nog heden herders en migreren op seizoensbasis met hun kuddes vee. Sommige stammen staan ook bekend om een traditie van veeroof. 
Door de langdurige interactie met naburige volkeren hebben de Niloten in Oost-Afrika veel gebruiken overgenomen van de Zuidelijke Koesjitische volkeren. Tot deze laatste behoren het leeftijdsgebonden systeem van sociale organisatie, de besnijdenis en de woordenschat.  
Wat betreft religieuze overtuigingen hangen de Niloten voornamelijk traditionele godsdiensten aan: het christendom en de islam. Het Dinka-geloof kent een pantheon van godheden. De Allerhoogste, Schepper God is Nhialic, die de God van de lucht en de regen is, en de heerser van alle geesten. Er wordt aangenomen dat hij aanwezig is in de gehele schepping en dat hij het lot van alle mensen, planten en dieren op aarde bepaalt. Andere Nilotische bevolkingsgroepen, zoals de Nuer en Shilluk, noemen de Nhialic ook wel Jaak, Juong of Dyokin. Dengdit of Deng is de hemelgod van de regen en de vruchtbaarheid, bekrachtigd door Nhialic. Dengs moeder is Abuk, de beschermgodin van de tuinbouw en alle vrouwen, vertegenwoordigd door een slang. Garang, een andere godheid, wordt door sommige Dinka's gezien als een god die door Deng is onderdrukt. Zijn geesten kunnen de meeste Dinka-vrouwen, en sommige mannen, doen schreeuwen. De term Jok verwijst naar een groep voorouderlijke geesten.
In de Lotuko-mythologie wordt de oppergod Ajok genoemd. Hij wordt over het algemeen gezien als vriendelijk en welwillend, maar kan ook boos worden. Naar verluidt verhoorde hij ooit het gebed van een vrouw voor de wederopstanding van haar zoon. Haar man was echter boos en doodde het kind. Volgens de Lotuko-religie was Ajok geïrriteerd door de daden van de man en zwoer hij nooit meer een Lotuko tot leven te wekken. Als gevolg hiervan werd gezegd dat de dood permanent was geworden.

## Genetica

### Y-DNA

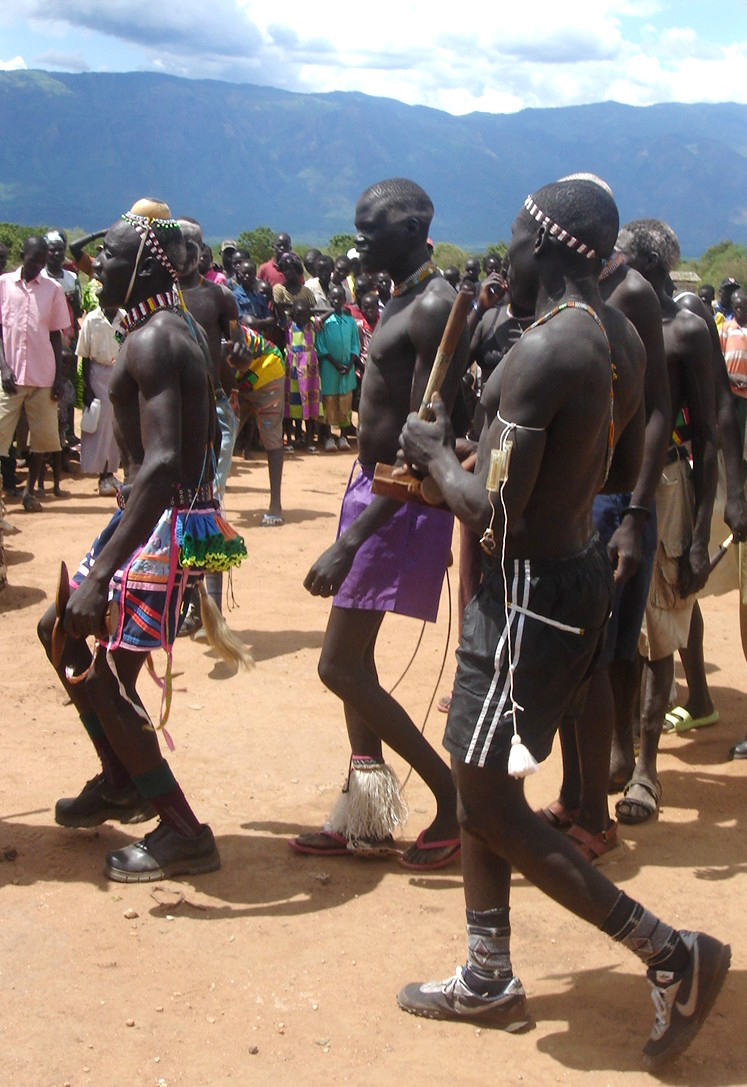
Nilotische mannen in Kapoita, Zuid-Soedan

Een Y-chromosoomonderzoek door Wood et al. (2005) testte verschillende populaties in Afrika op vaderlijke lijnen, waaronder 26 Masaï en 9 Luo uit Kenia, en 9 Alur uit de Democratische Republiek Congo. De kenmerkende Nilotische vaderlijke marker Haplogroep A3b2 werd waargenomen bij 27% van de Maasai, 22% van de Alur en 11% van de Luo. 
Haplogroep B is een andere karakteristieke Nilotische vaderlijke marker. Het werd aangetroffen in 22% van de Luo-monsters, 8% van de Maasai en 50% van de Nuer-volkeren. De E1b1b-haplogroep is waargenomen in een algemene frequentie van ongeveer 11% onder Nilo-Sahara-sprekende groepen in het gebied van de Grote Meren, waarbij deze invloed geconcentreerd is onder de Maasai (50%). Dit is een indicatie van een substantiële historische genenstroom van Koesjitisch-sprekende mannen naar deze populaties. 67% van de Alur-monsters bezat de E2-haplogroep. 
Het Y-DNA van populaties in de regio Soedan werd bestudeerd, waarbij verschillende lokale Nilotische groepen ter vergelijking werden opgenomen. De kenmerkende Nilotische clades A en B waren de meest voorkomende vaderlijke lijnen onder de sprekers van het Nilo-Sahara-gebied, met uitzondering van degenen die in westelijk Soedan woonden. Daar werd een prominente Noord-Afrikaanse invloed opgemerkt. 
Haplogroep A werd aangetroffen bij 62% van de Dinka, 53,3% van de Shilluk, 46,4% van de Nuba, 33,3% van de Nuer, 31,3% van de Fur en 18,8% van de Masalit. Haplogroep B werd aangetroffen in 50% van de Nuer, 26,7% van de Shilluk, 23% van de Dinka, 14,3% van de Noeba, 3,1% van de Fur en 3,1% van de Masalit. De E1b1b-clade werd ook waargenomen bij 71,9% van de Masalit, 59,4% van de Fur, 39,3% van de Noeba, 20% van de Shilluk, 16,7% van de Nuer en 15% van de Dinka. De atypisch hoge frequenties van de haplogroep in de Masalit werd toegeschreven aan een recente knelpunt in de populatie, die waarschijnlijk de oorspronkelijke diversiteit van de haplogroep in de gemeenschap heeft veranderd, of aan de geografische nabijheid van de plaats van herkomst van E1b1b in Noord-Afrika. De clade "zou naar Soedan gebracht kunnen zijn [...] na de progressieve woestijnvorming van de Sahara ongeveer 6.000 tot 8.000 jaar geleden". Op dezelfde manier werd de Afro-Aziatische invloed waargenomen in de Nilotische Datog in het noorden van Tanzania, waarvan 43% de M293-subclade van E1b1b droeg. 

### Mitochondriaal DNA

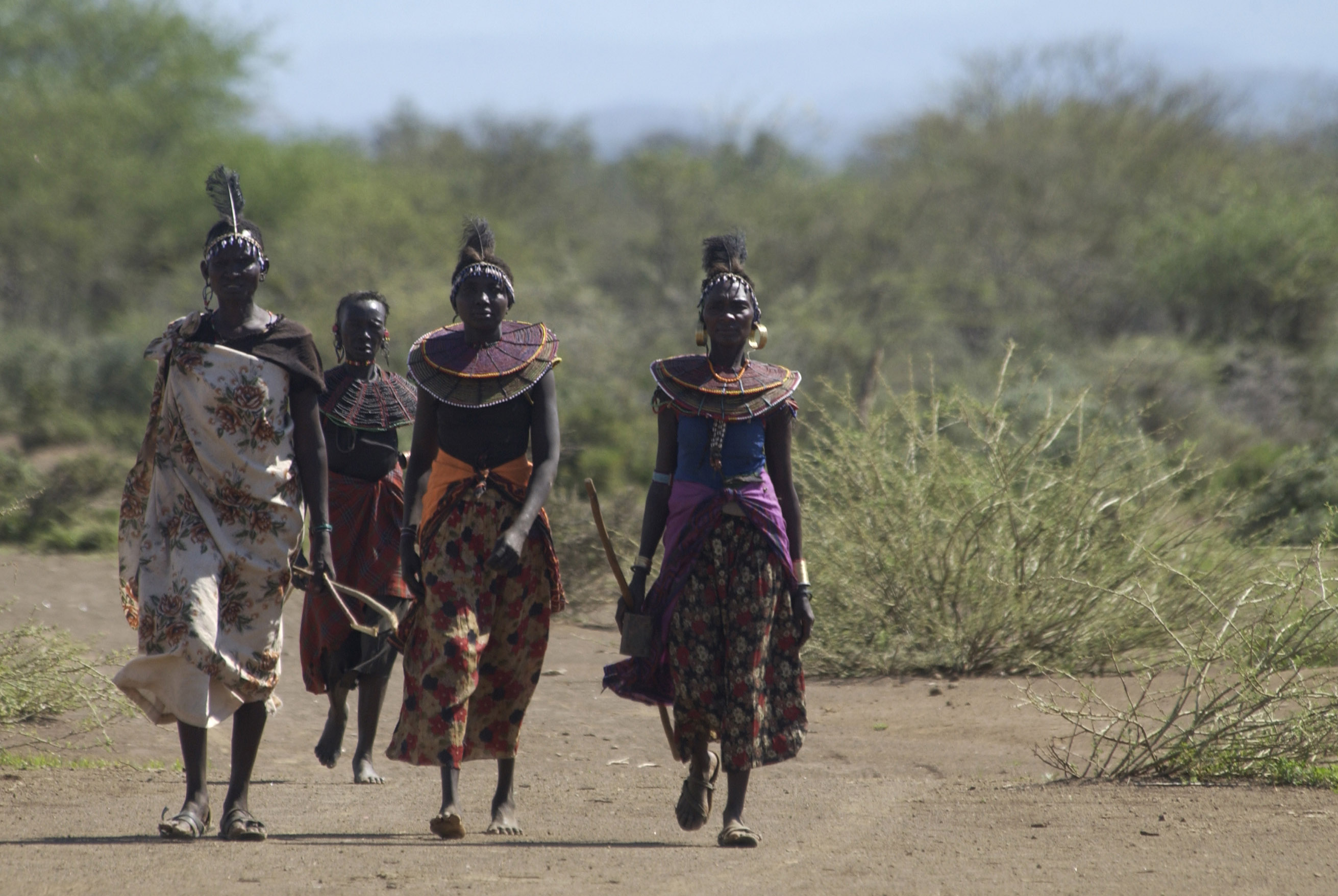
Pokot-vrouwen trekken door het Keniaanse binnenland

In tegenstelling tot het vaderlijke DNA van Niloten, vertonen de moederlijke lijnen van Niloten over het algemeen lage tot verwaarloosbare hoeveelheden Afro-Aziatische en andere externe invloeden. Een mtDNA-onderzoek onderzocht de moederlijke afkomst van verschillende Nilotische populaties in Kenia, waarbij Turkana-, Samburu-, Masaï- en Luo-individuen werden bemonsterd. Het mtDNA van bijna alle geteste Niloten behoorde tot verschillende sub-Sahara macro-haplogroep L subclades, waaronder L0, L2, L3, L4 en L5. Er werd een lage mate van maternale genenstroom vanuit Noord-Afrika en de Hoorn van Afrika waargenomen in een paar groepen, voornamelijk door de aanwezigheid van mtDNA-haplogroep M- en haplogroep I-lijnen in respectievelijk ongeveer 12,5% van de Maasai- en 7% van de Samburu-monsters.

### Autosomaal DNA

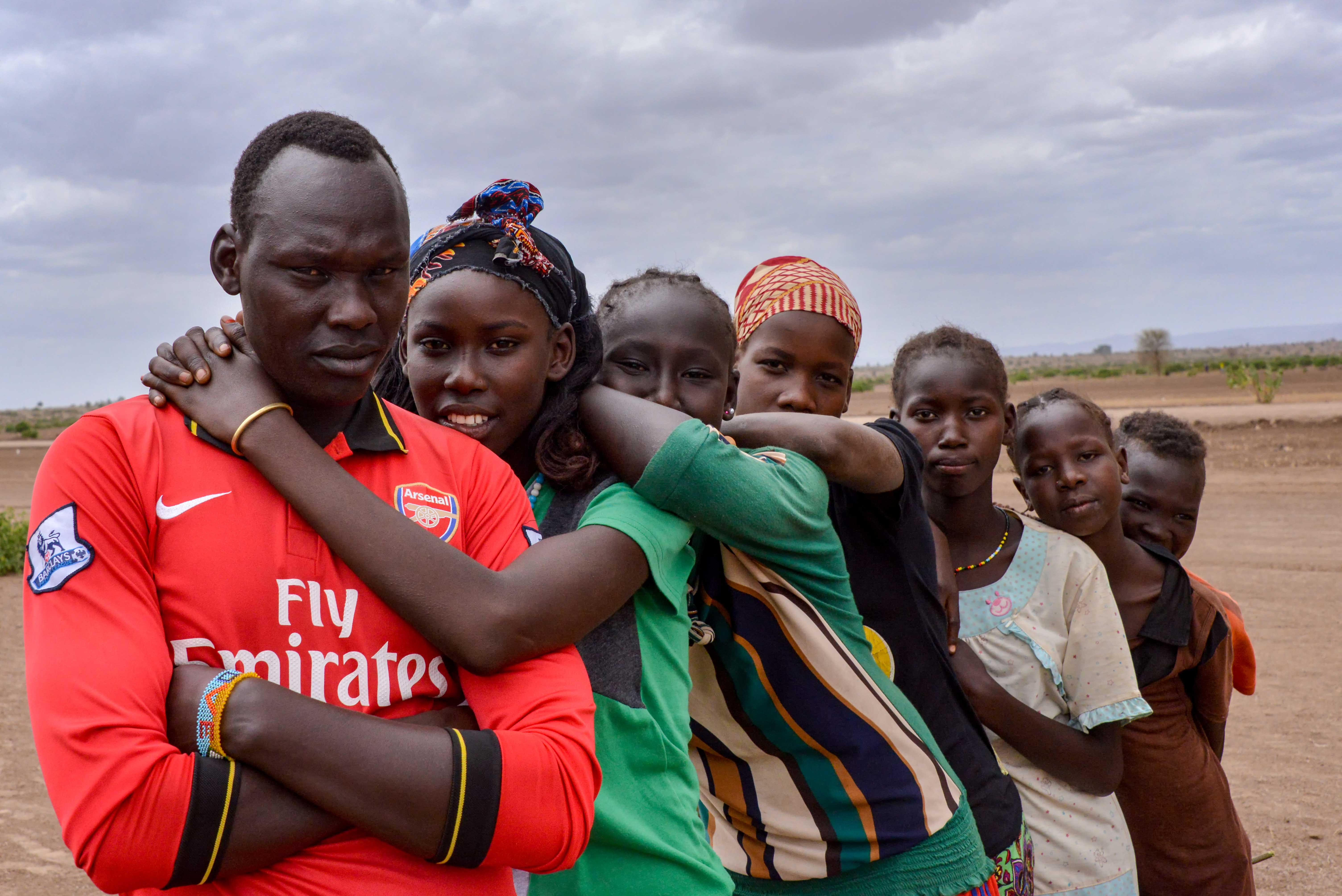
Nyangatom in Ethiopië

Het autosomaal DNA van Nilotische volkeren is onderzocht in een studie naar de genetische clusters van verschillende populaties in Afrika. Volgens de onderzoekers vormen Niloten over het algemeen hun eigen Afrikaanse genetische cluster, hoewel ze relatief het nauwst verwant zijn aan andere Oost-Soedanees-populaties, op enige afstand gevolgd door Afro-Aziatische sprekers en Niger-Congo-sprekers. De auteurs ontdekten ook dat bepaalde Nilotische populaties in het oostelijke gebied van de Grote Meren, zoals de Masaï, enige extra Afro-Aziatische verwantschappen vertoonden als gevolg van de herhaaldelijke assimilatie van Koesjitisch sprekende volkeren in de afgelopen 5000 jaar. 
Over het algemeen zijn de Nilotische bevolkingsgroepen en andere Nilo-Sahara-groepen nauw verwant aan de Afro-Aziatische sprekers van Noord- en Oost-Afrika. Er wordt aangenomen dat beide groepen zich ongeveer 16.000 jaar geleden van een gemeenschappelijke voorouder hebben afgesplitst. De Nilotische bevolking en andere Nilo-Sahara-volkeren zijn ook nauw verwant aan de Niger-Congo-sprekers van West- en Centraal-Afrika. Er wordt aangenomen dat beide groepen zich ongeveer 28.000 jaar geleden van een gemeenschappelijke voorouder hebben afgesplitst, mogelijk ergens in de Sahel. De meeste Nilotische volkeren hebben overwegend tot uitsluitend West-/Oost-Afrikaanse voorouders, hoewel sommige groepen een wisselende mate van West-Euraziatische vermenging vertonen, die meestal indirect tot stand kwam via veehouders uit de Hoorn van Afrika. 

### Analyse van bijmenging
Bij 121 Afrikaanse populaties, vier Afro-Amerikaanse populaties en 60 niet-Afrikaanse populaties wezen de resultaten op een hoge mate van gemengde afkomst, wat een weerspiegeling is van migratiegebeurtenissen. In Oost-Afrika hadden alle onderzochte bevolkingsgroepen in wisselende mate elementen van Nilotische, Koesjitische en Bantoe-voorouders. Over het algemeen kwamen de genetische clusters overeen met de taalkundige classificatie, met enkele opmerkelijke uitzonderingen, waaronder de Luo uit Kenia. Ondanks dat ze Nilotisch-sprekenden zijn, leven de Luo samen met de Niger-Kordofaans-sprekende bevolkingsgroepen om hen heen. Dit wijst erop dat er een hoge mate van vermenging heeft plaatsgevonden tijdens de zuidwaartse migratie van de zuidelijke Luo. Er werd vastgesteld dat Kalenjin-groepen en Maasai-groepen minder Bantoe-voorouders hadden, maar wel een aanzienlijke Koesjitische afstamming. 

## Fysiologie

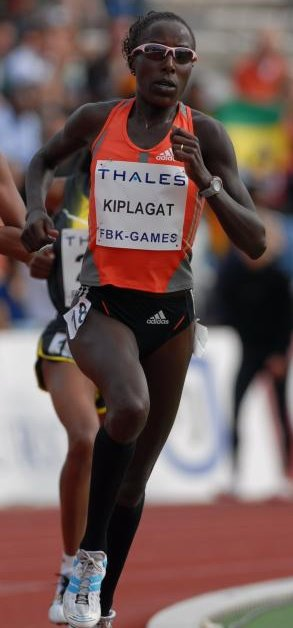
wereldkampioene veldlopen en recordhouder Lornah Kiplagat is een van de vele bekende langeafstandslopers van Nilotische afkomst

Qua uiterlijk staan Niloten bekend om hun zeer donkere huidskleur en hun slanke, soms lange lichaam. Ze hebben vaak uitzonderlijk lange ledematen, vooral de distale segmenten (onderarmen, onderbenen). Men denkt dat deze eigenschap een aanpassing aan het klimaat is, waardoor hun lichaam warmte efficiënter kan afvoeren.     
De Soedanese Niloten worden beschouwd als een van de langste volkeren ter wereld. Gemiddelde waarden van 182,6 cm voor de hoogte en 58,8 kg voor gewicht werden gemeten in een monster van de Soedanese Shilluk. Een ander monster van de Soedanese Dinka had een lengte/gewichtsverhouding van 181,9 cm en 58,0 kg, met een extreem ectomorf somatotype van 1,6–3,5–6,2.
Wat betreft de gelaatstrekken is het neusprofiel dat het meest voorkomt bij Nilotische populaties breed, met kenmerkend hoge indexwaarden variërend van 86,9 tot 92,0. Lagere nasale indices worden vaak aangetroffen bij Niloten die de meer zuidelijke regio van de Grote Meren bewonen, zoals de Masaï, wat wordt toegeschreven aan genetische verschillen. 
Bovendien zijn de Nilotische groepen die momenteel in het gebied van de Grote Meren in Afrika leven, soms kleiner van formaat dan de groepen die in de regio Soedan leven. Metingen van 172,0 cm en 53,6 kg werden aangetroffen in een monster van landbouw-Turkana in Noord-Kenia, en van 174,9 cm en 53,0 kg in pastoraal Turkana. Een hoogte van 172.7 cm werd gezien bij de Masaï in het zuiden van Kenia, met een extreme romp/beenlengteverhouding van 47,7. 
Veel Nilotische groepen blinken uit in hardlopen over lange en middellange afstanden. Deze sportieve bekwaamheid kan verband houden met hun uitzonderlijke loopefficiëntie, een functie van hun slanke lichaamsbouw en zeer lange, slanke benen (vooral de onderbenen, dat wil zeggen de kuitspieren en enkels). Van de 404 Keniaanse top-afstandslopers identificeerde 76% van de respondenten van internationale klasse zich als behorend tot de Kalenjin en sprak 79% een Nilotische taal. 